# 佩里耶站
佩里耶站是法国东南部城市马赛的一个地铁车站，位于马赛地铁2号线上。

## 站名
"佩里耶"是附近街区的名称。

## 位置
佩里耶站位于马赛市区南部的佩里耶街区东部，属于8区。车站大致呈南北走向，是一个地下车站，有自动扶梯连接地面。

## 设施
佩里耶站站内设有自动售票机及无障碍设施。

## 站台设置
| 东↑ |      |                            |
|     | 侧式 |                            |
|     |      | 热兹站方向←                |
|     |      | 圣玛格丽特-德罗梅勒站方向→ |
|     | 侧式 |                            |
| 西↓ |      |                            |

## 配套交通

### 城市公共交通
| 佩里耶站附近的公共交通线路 |            |          |
| 公交车站名称               | 位置       | 停靠线路 |
| 地铁佩里耶站               | 地铁站附近 |          |
| 1.                         |            |          |

此外，当地铁线路发生故障或施工时，马赛交通局可能提供临时摆渡车。

## 临近车站
| 佩里耶站（Périer）             |               |                     |
| 上行车站                       | 线路          | 下行车站            |
| 卡斯泰朗站 720m←               | 马赛地铁2号线 | 普拉多转盘站 → 980m |
| - 本表仅显示运营中的线路及车站 |               |                     |